# Opius ascazubianus
Opius ascazubianus är en stekelart som beskrevs av Fischer 1979. Opius ascazubianus ingår i släktet Opius och familjen bracksteklar. Inga underarter finns listade i Catalogue of Life.